# Platycypha fitzsimonsi
Platycypha fitzsimonsi là loài chuồn chuồn trong họ Chlorocyphidae. Loài này được Pinhey mô tả khoa học đầu tiên năm 1950.